# Purani (gmina)
Purani – gmina w Rumunii, w okręgu Teleorman. Obejmuje miejscowości Puranii de Sus i Purani. W 2011 roku liczyła 1524 mieszkańców. 